# فورد نوكليون

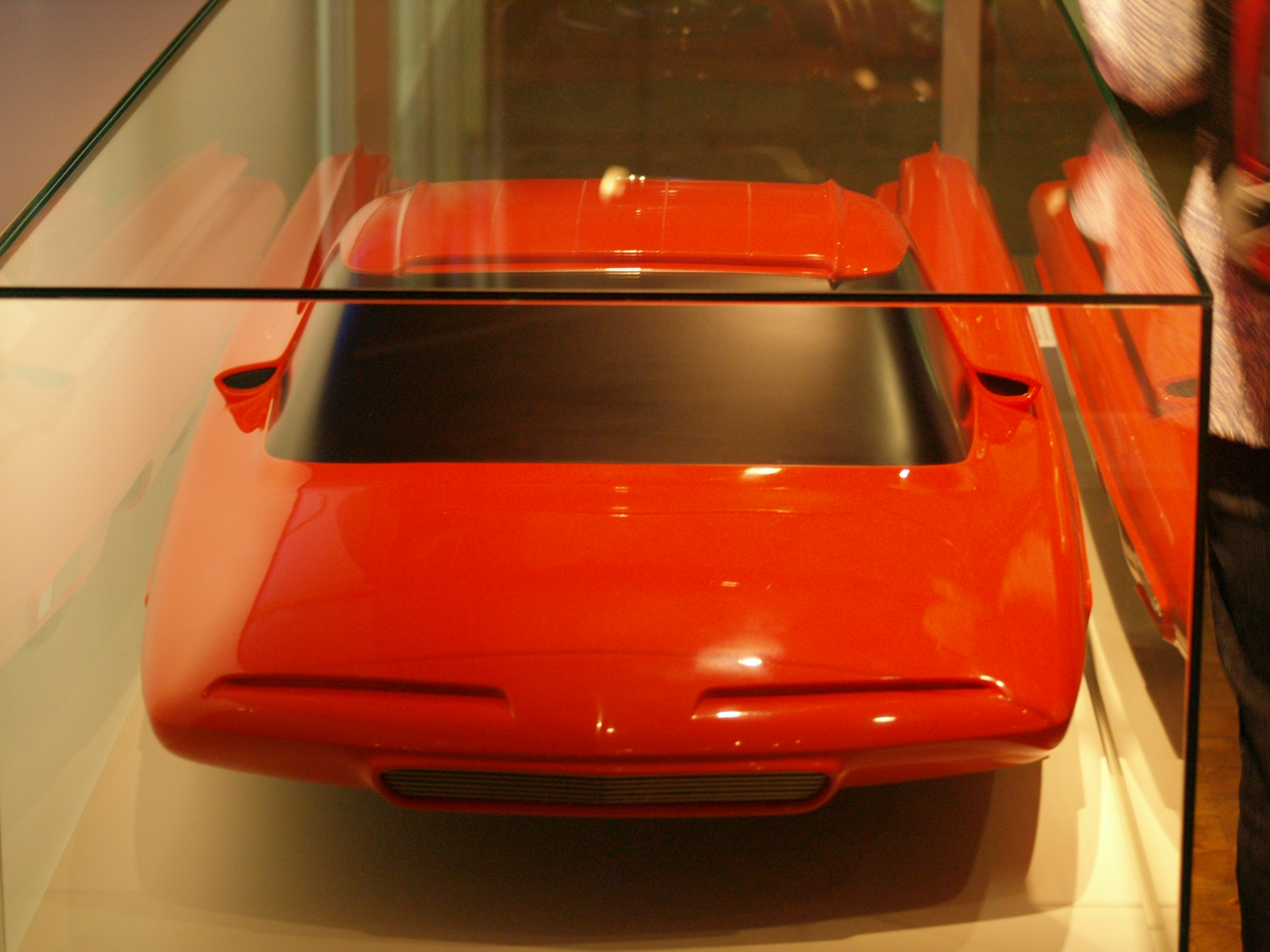
سيارة نيلكليون فورد في المتحف التقني الألماني في برلين.

فورد نوكليون هي سيارة مبتكرة طورتها شركة فورد لصناعة السيارات سنة 1957، اعتمد في تصميمها على العمل على كونها سيارة مستقبلية تعمل بالطاقة النووية، حيث تعد واحدة من حفنة من هذه التصاميم خلال الخمسينيات والستينيات من القرن العشرين. اعتمد على تشغيلها بواسطة مفاعل نووي صغير في القسم الخلفي من المركبة بدلاً من محرك الاحتراق الداخلي على افتراض كون ذلك ممكناً في المستقبل بعد تقليص الأحجام. كانت السيارة تستخدم محرك بخاري مدعوم بانشطار اليورانيوم مماثل لتلك الموجودة في الغواصات النووية.
يمكن مشاهدة نموذج السيارة في متحف هنري فورد في ديربورن، ميشيغان.

## المقترح التصميمي

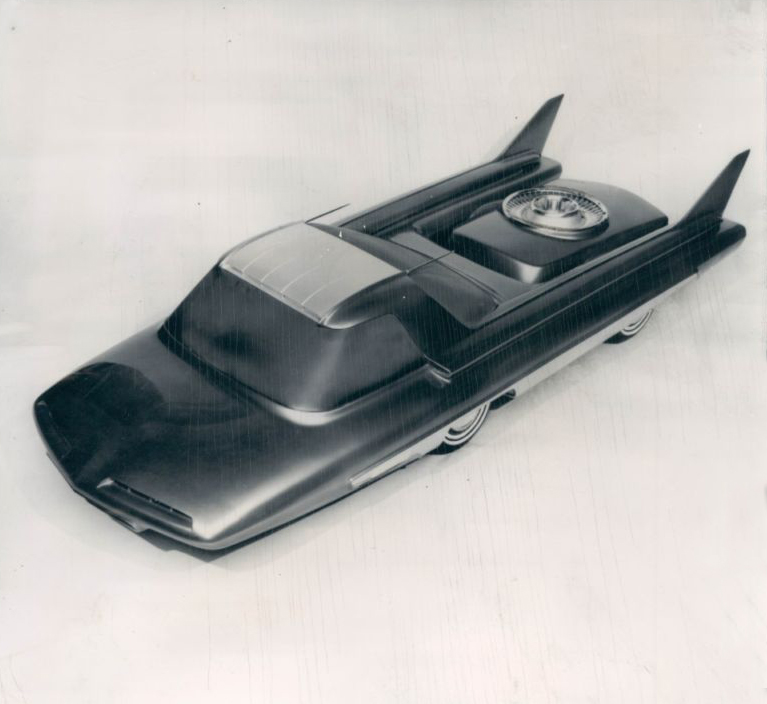
رسم تصويري لسيارة فورد نوكليون

عند الكشف عن مقترح التصميمي كانت التقنية النووية جديدة العهد، و كان يُعتقد أنَّه سيكون بالإمكان جعل هذه التقنية مضغوطة وأسهل استخداماً وبأسعار معقولة، بحيث يصبح الوقود النووي مصدر الطاقة الأساسي في الولايات المتحدة وسيصبح البنزين أقدم عهداً. وكان تصور فورد أنه سيتم بالمستقبل استبدال محطات الوقود بمحطات إعادة شحن كاملة الخدمة، وأن السيارة ستسير حوالي 5000 ميل قبل أن يتم استبدال المفاعل بآخر. كما سيتم تخفيض هذه الإصدارات من المفاعلات النووية التي استخدمتها الغواصات العسكرية في ذلك الوقت، باستخدام اليورانيوم كمواد انشطارية. لأنه سيتم استبدال المفاعل بأكمله.
افترضت فورد أن المالك سيكون لديه خيارات متعددة للمفاعلات، مثل نموذج موفر للوقود أو نموذج عالي الأداء، في كل تغيير للمفاعل. في نهاية المطاف، سيستخدم المفاعل الحرارة لتحويل الماء إلى بخار وسيتم تشغيل مجموعة نقل الطاقة بالبخار.

## في الثقافة الشعبية
سيارة فورد نوكليون تعد مصدر إلهام لسيارات النووية في امتياز لعبة فيديو فول أوت. كما أنه في لعبة (Chryslus Corvega Atomic V8) تصف الإعلانات الخياليّة داخلها أن السيارة تحتوي على محرك «ذري من الإصدار الثامن - Atomic V8». ومع ذلك، فإن تصوير اللعبة أكثر سخريةً، حيث تنفجر السيارات إلى سحابة عيش الغراب غير قابلة للتصديق وتطلق إشعاعًا عند إطلاق النار.